# Paranormal Tales
Paranormal Tales est un futur jeu vidéo d'horreur indépendant,, développé sur Unreal Engine 5, connu pour son utilisation de found footage comme mécanisme de jeu de base,. Il a été officiellement annoncé le 25 octobre 2022 et a attiré l'attention pour ses visuels hyperréalistes et l'utilisation d'images de caméra corporelle.

## Système de jeu
Le jeu introduit aux joueurs plusieurs histoires d’individus mystérieusement disparus. À travers le prisme des images trouvées, provenant de caméras corporelles, de smartphones et de caméras VHS, les joueurs navigueront à travers chaque récit. Paranormal Tales se distingue par ses mécanismes de jeu, notamment la reconnaissance faciale, la respiration dynamique, les objets ménagers interactifs, les déficiences de mouvement réalistes telles que les trébuchements pendant les sprints et l'inclusion de jump scares pour intensifier l'expérience d'horreur,,.

## Développement
Le jeu devrait sortir pour Microsoft Windows et a été répertorié sur Steam, bien qu'aucune date de sortie officielle n'ait encore été annoncée.
Le jeu est le fruit d'une collaboration entre son créateur original, le concepteur de jeux vidéo et consultant en marketing britannique Joe Henson et Digital Cybercherries, qui a annoncé son partenariat pour la publication et le développement du jeu le 10 novembre 2022.

## Accueil

### Avant la sortie
Depuis son annonce, Paranormal Tales a attiré une grande attention grâce à son utilisation d'images de caméra corporelle pour offrir une expérience d'horreur réaliste. Ses visuels hyperréalistes, propulsés grâce à l'Unreal Engine 5, ont également contribué à l'attente entourant sa sortie. 